# Atlantischer Tarpun
Der Atlantische Tarpun (Megalops atlanticus) ist ein großer, maximal 2,5 Meter lang werdender Knochenfisch, der im östlichen Atlantik von Senegal bis Angola und im westlichen Atlantik von North Carolina bis Bahia in Brasilien sowie in der Karibik und im Golf von Mexiko vorkommt. Gelegentlich werden sie auch nördlich ihres normalen Verbreitungsgebietes, an den Küsten Portugals, des südlichen, atlantischen Frankreichs, bei den Azoren und an der nordamerikanischen Küste nördlich bis Nova Scotia angetroffen. Eine Population vor Panama im östlichen, zentralen Pazifik muss auf Exemplare zurückgehen, die durch den Panamakanal gewandert sind.

## Merkmale
Der Atlantische Tarpun ist von großen, silbrig glänzenden Schuppen bedeckt. Sein Rücken ist blaugrau. Er hat ein oberständiges Maul und eine schräge Mundspalte. Die Rückenflosse ist kurz und sitzt über der Körpermitte. Ihr letzter Flossenstrahl ist verlängert. Die Afterflosse beginnt unter dem Ende der Rückenflosse, sie ist länger als diese. Die Schwanzflosse ist tief gegabelt. Der Brustflossenansatz sitzt sehr tief. Der bisher schwerste gefangene Atlantische Tarpun wog 161 Kilogramm. Außerdem kann er Geschwindigkeiten von bis zu 40 km/h erreichen.
Die Schwimmblase ist mit der Speiseröhre verbunden, kann mit atmosphärischer Luft gefüllt werden und ermöglicht es den Fischen, in sauerstoffarmem Wasser zu leben.
Flossenformel: Dorsale 13–16, Anale 22–25

## Lebensweise
Die Fische leben küstennah in Buchten und mangrovengesäumten Lagunen, sie gehen auch in Brackwasser, in Flussmündungen auch in Süßwasser. Sie ernähren sich von Schwarmfischen wie Sardinen, Meeräschen, Snooks und auch von Krabben. Der Atlantische Tarpun ist sehr fruchtbar, bei einem 2,03 Meter langen Weibchen wurden 12 Millionen Eier festgestellt. Die Larven machen ein bandförmiges Leptocephalusstadium durch und wandern in Flussmündungen und Sümpfe, um sich dort zur Fischgestalt umzuwandeln.

## Nutzung
Der Atlantische Tarpun ist wegen seiner „spektakulären Kämpfe“ bei Hochseeanglern sehr begehrt. Sein Fleisch wird frisch oder eingesalzen vermarktet. In Kolumbien werden die Fische in Aquakultur gehalten. Die großen Schuppen werden zu Kunstgegenständen verarbeitet oder bei der Herstellung von künstlichen Perlen verwendet.